# Vitkindad bulbyl
Vitkindad bulbyl (Pycnonotus leucotis) är en fågel i familjen bulbyler inom ordningen tättingar.

## Utseende
Vitkindad bulbyl är en knappt traststor, med sina 17–19 centimeter i kroppslängd något mindre än den nära släktingen levantbulbylen. Kroppen är gråbrun, undergumpen gulorange och huvudet svart med en mycket tydlig vit kindfläck. Stjärten är mörk med tydligt vit spets. Jämfört med sina närmaste släktingar är näbben något grövre.

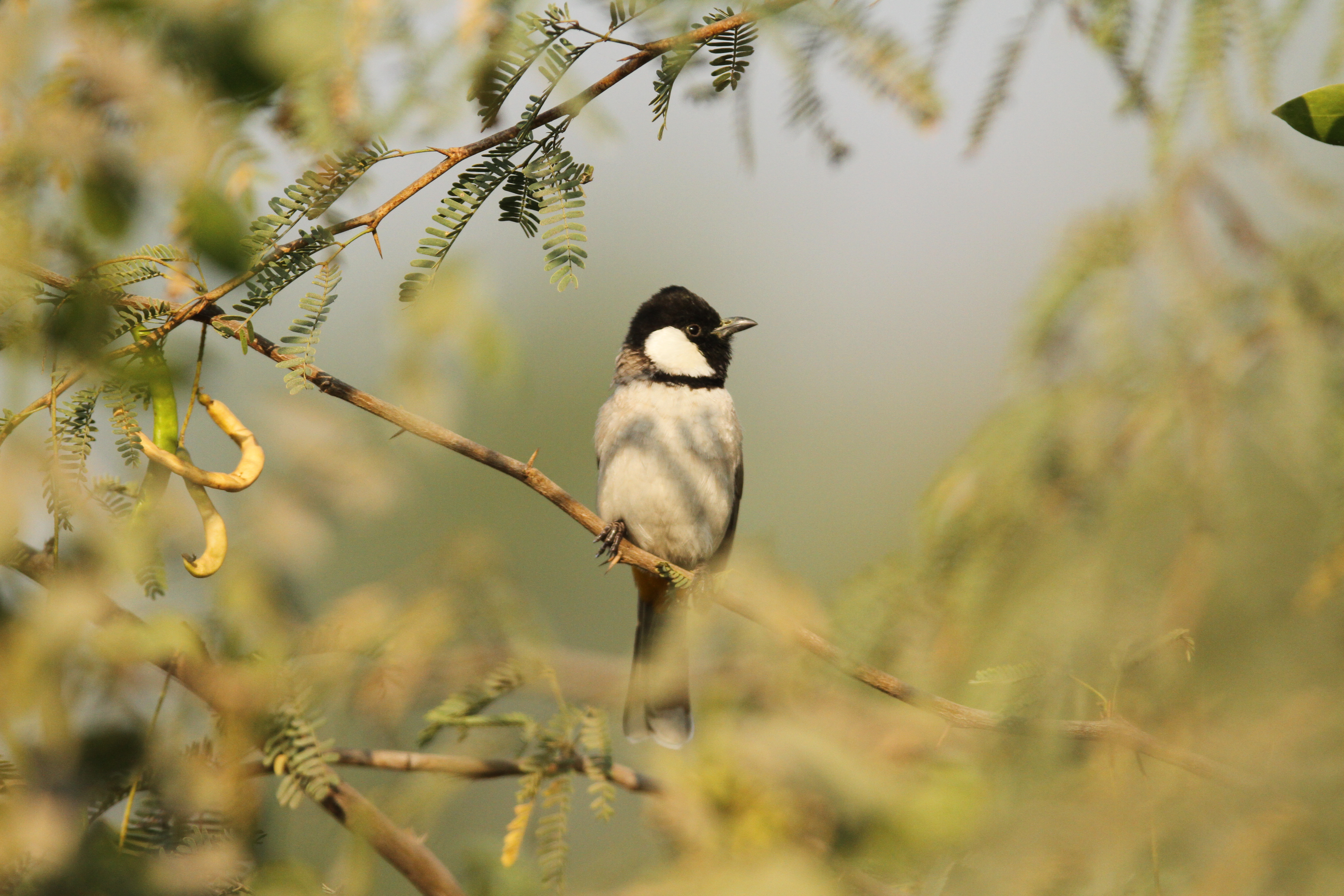
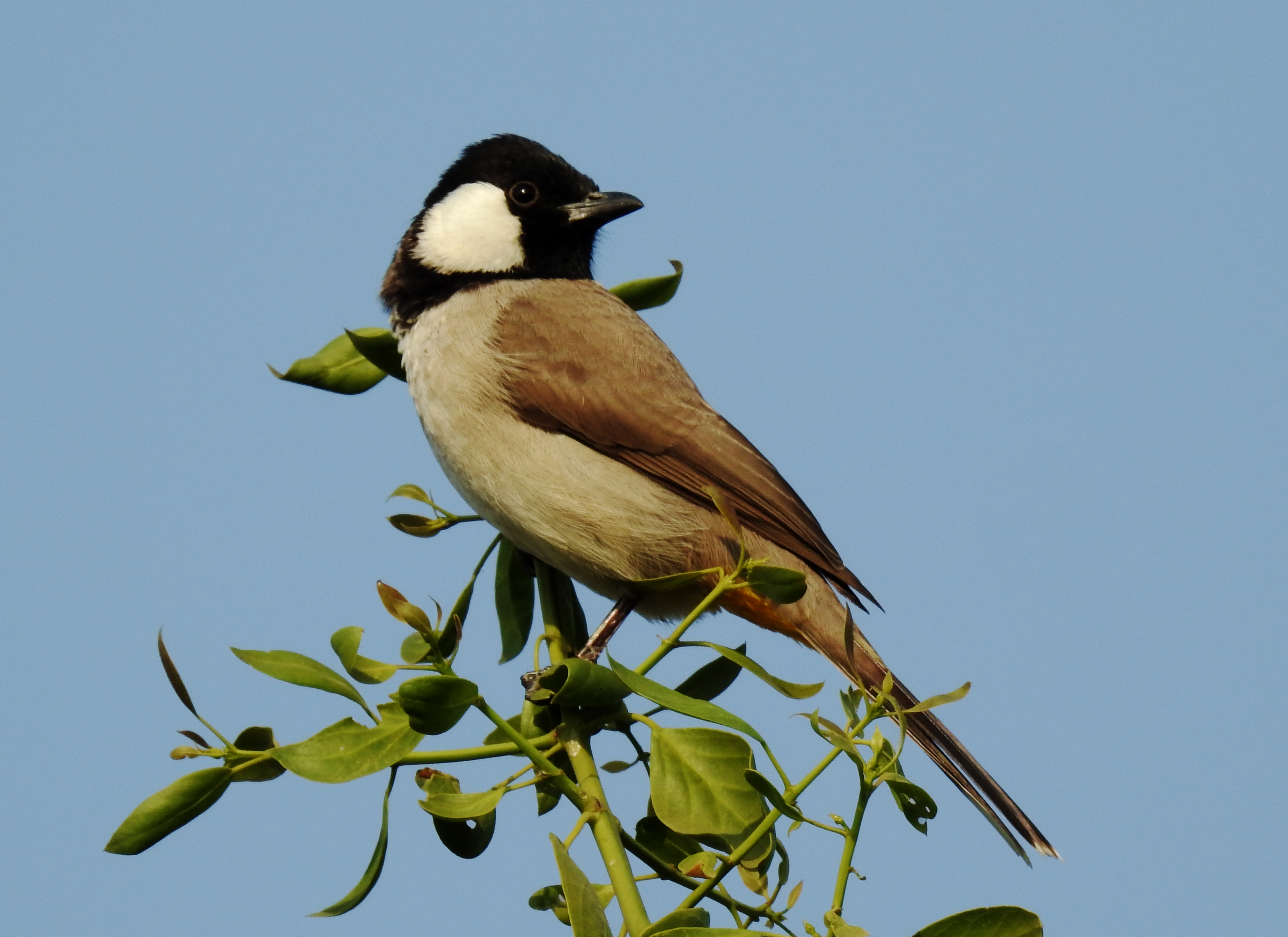

## Utbredning och systematik
Vitkindad bulbyl delas in i två underarter med följande utbredning:
- Pycnonotus leucotis mesopotamia – nordöstra Arabiska halvön, södra Irak och sydvästra Iran
- Pycnonotus leucotis leucotis – östra Irak till södra Iran, norra Arabiska halvön, södra Afghanistan och västra Indien

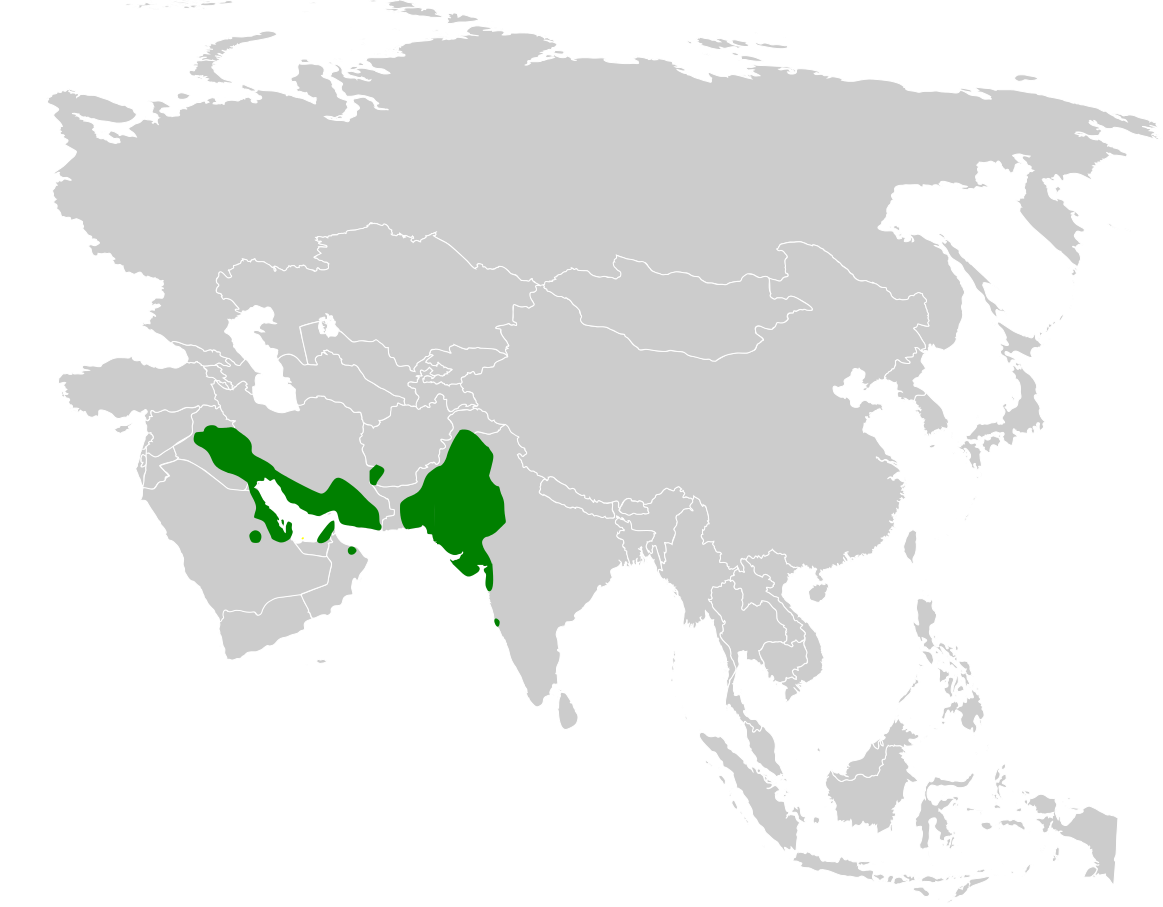
Utbredningsområdet för vitkindad bulbyl.

På senare tid har arten spritt sig in i Syrien. Den har vidare påträffats i Israel, Turkiet och Jordanien (där det även finns en introducerad etablerad population i al-Azraq-området).

### Släktskap
Vitkindad bulbyl är mycket nära släkt med den östligare himalayabulbylen (Pycnonotus leucogenys) och tidigare behandlades de som en och samma art. De morfologiska skillnaderna är dock tydliga och hybridzonen dem emellan är relativt liten. Hybridisering förekommer också mellan vitkindad bulbyl och den närstående arten rödgumpad bulbyl i Oman där den senare har etablerats sig med ursprung från förrymda burfåglar.

## Levnadssätt
Vitkindad bulbyl är liksom sina släktingar en högljudd, livlig, social och orädd fågel. Den trivs i palmlundar, wadis med växtlighet, oaser, odlingar och nära människan i trädgårdar.

## Status och hot
Arten har ett stort utbredningsområde och en stor population, men tros minska i antal, dock inte tillräckligt kraftigt för att den ska betraktas som hotad. Internationella naturvårdsunionen IUCN kategoriserar därför arten som livskraftig (LC). Världspopulationen har inte uppskattats men den beskrivs som lokalt vanlig.

## I kulturen
Vitkindad bulbyl är Bahrains nationalfågel.